# Nāḩiyat Sinjār
Nāḩiyat Sinjār (arabiska: ناحية سنجار) är ett subdistrikt i Syrien.   Det ligger i provinsen Idlib, i den centrala delen av landet, 240 km norr om huvudstaden Damaskus.
Omgivningarna runt Nāḩiyat Sinjār är i huvudsak ett öppet busklandskap. Runt Nāḩiyat Sinjār är det ganska tätbefolkat, med 179 invånare per kvadratkilometer.